# Oued Sly
Oued Sly (em árabe: وادى سلى) é uma cidade e comuna localizada na província de Chlef, Argélia. Segundo o censo de 2008, a população total da cidade era de 47 248 habitantes.